# جيمس كارسون (لاعب اتحاد الرغبي)
جيمس كارسون (بالإنجليزية: James Carson)‏ هو لاعب اتحاد الرغبي أسترالي، (و. 1870 – 1903 م).